# 維斯·甘達

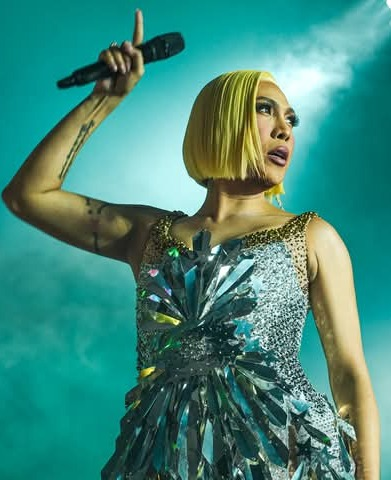
維斯·甘達

維斯·甘達（1976年3月31日—）是菲律宾喜剧演员、演员、主持人、歌手 。他曾獲得两项亞洲影藝創意大獎。 
維斯·甘達自認為自己是非二元性别者。
在2016年菲律賓總統選舉期间，甘达支持罗德里戈·杜特尔特竞选总统 。在2022年菲律賓總統選舉期間，他支持萊妮·羅布雷多竞选总统。